# Botrodus dufani
Botrodus dufani is een keversoort uit de familie dwerghoutkevers (Cerylonidae). De wetenschappelijke naam van de soort werd in 1913 gepubliceerd door Antoine Henri Grouvelle.